# Les Gaz mortels
Pour plus de détails, voir Fiche technique et Distribution.
Les Gaz mortels est un film muet français réalisé par Abel Gance et sorti en 1916.

## Synopsis
Le célèbre chimiste Hopson est en voyage d'étude aux Texas. Il y est secondé par Mathus et fournit en serpents (objets de ses recherches) par Ted, un ivrogne tourmentant Maud. Celle-ci finit par écrire à Hopson qui la prend directement à son service alors que la guerre mondiale vient d'éclater, ce qui les amène à revenir en France. Ted va les suivre pour nourrir sa vengeance...

## Fiche technique
- Titre : Les Gaz mortels
- Autre titre : Le brouillard sur la ville
- Réalisation : Abel Gance
- Scénario : Abel Gance
- Chef opérateur : Léonce-Henri Burel, Dubois
- Production : Louis Nalpas
- Société de production : Le Film d'art
- Pays de production :  France
- Format : Noir et blanc - Muet
- Durée : 71 minutes
- Dates de sortie :
  - France : 1er septembre 1916

## Distribution
- Maud Richard : Maud, la fille aux serpents
- Léon Mathot : Mathus
- Émile Keppens : Edgar Ravely
- Doriani : Ted
- Henri Maillard : Hopson
- Jean Fleury : André, fils de Jean et petit-fils de Hopson.
- Germaine Pelisse : Olga Ravely